# Serguéi Matvéyev
Serguéi Yúrievich Matvéyev –en ruso, Сергей Юрьевич Матвеев– (Pskov, URSS, 8 de septiembre de 1972) es un deportista ruso que compitió en remo.
Participó en tres Juegos Olímpicos de Verano, entre los años 1996 y 2004, obteniendo una medalla de bronce en Atlanta 1996, en la prueba de ocho con timonel. Ganó una medalla de bronce en el Campeonato Mundial de Remo de 1999, en la misma prueba.

## Palmarés internacional
| Juegos Olímpicos   | Juegos Olímpicos         | Juegos Olímpicos  | Juegos Olímpicos |
| Año                | Lugar                    | Medalla           | Prueba           |
| ------------------ | ------------------------ | ----------------- | ---------------- |
| 1996               | Atlanta (Estados Unidos) | Medalla de bronce | Ocho con timonel |
| Campeonato Mundial |                          |                   |                  |
| Año                | Lugar                    | Medalla           | Prueba           |
| 1999               | St. Catharines (Canadá)  | Medalla de bronce | Ocho con timonel |